# Drávakeresztúr
Drávakeresztúr is een plaats (község) en gemeente in het Hongaarse comitaat Baranya. Drávakeresztúr telt 163 inwoners (2001).